# Pedro Zimmermann
Pedro Zimmermann (Gaspar, 7 de maio de 1919 – 3 de abril de 1971) foi um advogado, professor, industrial e político brasileiro.

## Vida
De origem alemã, era filho de Pedro José Zimmermann, industrial, e de Ângela Zimmermann, bacharelou-se em direito. Casou com Maria Eunice Fontes Zimmermann, com quem teve filhos. 

## Carreira
Foi deputado à Assembleia Legislativa de Santa Catarina na 4ª legislatura (1959 — 1963), eleito pelo Partido Social Democrático (1945-2003) (PSD).
Foi deputado à Câmara dos Deputados na 42ª legislatura (1963 — 1967).
Foi vereador à Câmara Municipal de Vereadores de Blumenau, durante o período de 1950 - 1955.